# Night Warriors: Darkstalkers' Revenge
Night Warriors: Darkstalkers' Revenge', in Japan uitgebracht als Vampire Hunter: Darkstalkers' Revenge (ヴァンパイア ハンター ダークストーカーズ レベンジ, Vanpaia Hantā Dākusutōkāzu Rebenji), is het tweede computerspel uit de Darkstalkers-franchise. Dit vechtspel werd ontwikkeld en uitgebracht door Capcom in 1995.